# 香料航空

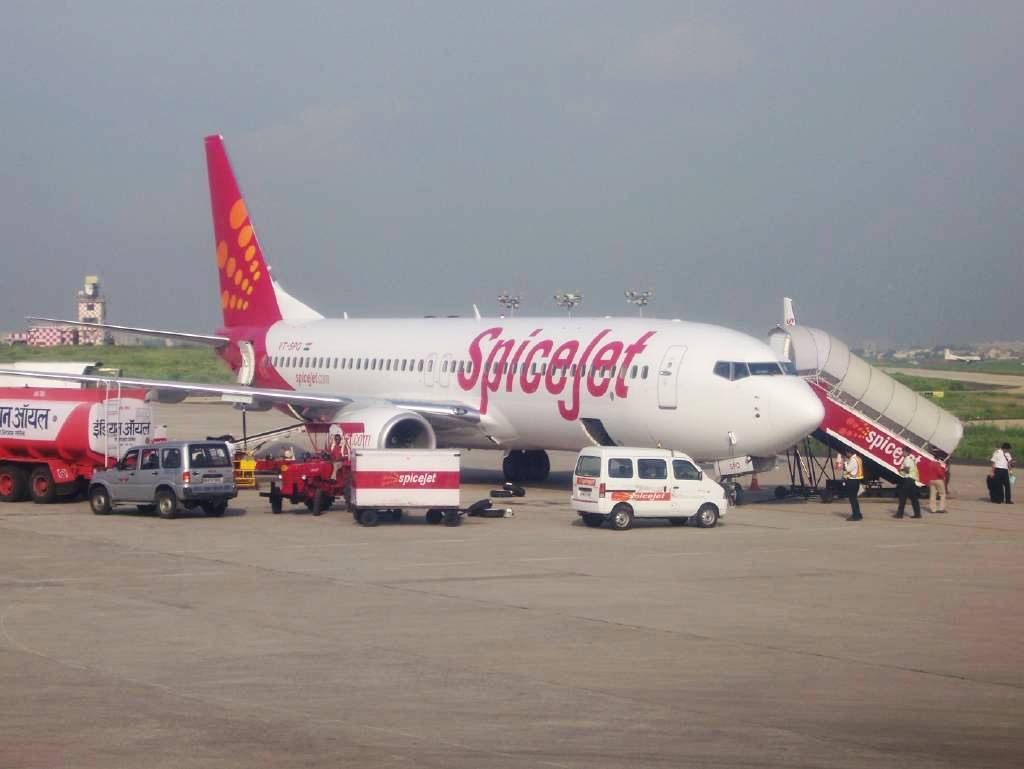
香料航空飞机

香料航空（英語：SpiceJet）是一家印度的低成本航空公司，总部位于古尔冈，目前是印度第四大航空公司。截止2015年11月，香料航空的市场份额达到了13.1%。截至2016年3月，香料航空拥有34个国内航点和7个国际航点，主要枢纽机场包括金奈国际机场、德里英迪拉·甘地国际机场、海得拉巴拉吉夫·甘地国际机场，机队主要由波音737和庞巴迪Dash 8组成。
香料航空的前身是莫迪汉莎航空。2004年，印度企业家阿杰·辛格收购了莫迪汉莎航空，将之更名为香料航空，于2005年5月开始运营。媒体大亨卡兰尼迪·马兰于2010年6月控股香料航空，后于2015年1月将股权回售。

## 历史

### 1984–1996：莫迪航空
香料航空的成立可追溯至1984年3月莫迪集团出资设立的一家提供私人空中的士服务的公司。1993年，公司改名为莫迪快运（英語：MG Express）並与汉莎航空达成技术合作，并于次年起以莫迪航空的品牌运营，主要经营印度国内定期航线，期间达成了与多家航空公司的中转协议，并成为国际航空运输协会成员。1996年，莫迪航空結束运营。

### 2005–2013：初创与扩张
2004年，印度企业家阿杰·辛格收购了莫迪航空并改名为香料航空，计划以低成本航空公司模式重新开始运营。2005年，香料航空租用了两架波音737-800，并計劃订购10架新飞机以用于扩张。2005年5月，香料航空开放订票，首航航班为5月24日往返德里和孟买。截至2008年7月，香料航空已成为印度的第三大低成本航空公司（按市場佔有率計算），仅次于德干航空和靛蓝航空。2010年6月，印度媒体大亨卡兰尼迪·马兰收购了香料航空37.7%股权。2010年12月，香料航空订购了30架波音737-800和15架庞巴迪Dash 8 Q400型短程飞机。
2012年，受到全球原油价格高涨的影响，香料航空亏损超过580万美元。孟买证券交易所的报告显示香料航空从2011年6月起一直处于亏损状态。印度民航总局称，包括香料航空在内的多家航空公司受到财政问题影响，违反了强制收集关键飞行安全数据的要求。2012年，卡兰尼迪·马兰追加1500万美元投资。同年年底，香料航空恢复盈利。2013年，香料航空与欣丰虎航签订了三年联运协议，但是2015年初即告提前终止。

### 2014至今：危机与恢复
2014年7月，香料航空宣布以高达50%的折扣出售机票，以应对日益激烈的竞争。8月，香料航空在印度的市场份额首次超过捷特航空，成为印度第二大承运公司，仅次于靛蓝航空。然而，规模迅速扩张的同时也带来了财政压力以及无法按期偿还的债务，2014年12月问题爆发，大量航班被迫取消。印度民航总局要求香料航空在未来一个月的时间内不得出售机票，许多机场也因为香料航空之前债务尚未还清，要求其预付机场相关费用。2014年12月17日，由于香料航空无力支付航油费用，数小时内其全部航班被取消。通过卡兰尼迪·马兰的个人担保，香料航空获得部分贷款，支付了航油费用，当晚逐步恢复了部分航班的运营。2015年1月，卡兰尼迪·马兰向阿杰·辛格回售了全部香料航空股权。
2015年阿杰·辛格回归后，香料航空的运营状况大为好转。根据经济学人当年12月的报道，2015年前三个季度香料航空載客率为93%，仅有0.13%航班取消，同时结束了2013年第四季度以来的亏损，实现了连续三个季度盈利。截至2015年11月，香料航空是印度第四大承运公司，市场份额为13.1%。

## 航点
截至2016年3月，香料航空拥有41个航点，其中国内航点34个，国际航点7个。
香料航空开始运营五年后，印度民航总局于2010年9月7日允许香料航空开通国际航班。10月7日，首班国际航班从德里起飞，前往加德满都。同时开通的还有金奈至科伦坡航线。2011年4月，香料航空宣布海得拉巴拉吉夫·甘地国际机场将成为其庞巴迪Dash 8 Q400机队的运营基地。

### 代碼共享
- 阿聯酋航空

## 机队
截至2020年8月，香料航空运营以下机队：
2005年，香料航空以两架租用的波音737-800开始运营，并订购了20架波音737-800，在2010年前交付完畢。2010年11月，波音再次宣布香料航空订购了30架波音737-800。
2010年9月，庞巴迪宇航宣布香料航空订购了15架庞巴迪Dash 8 Q400，同时拥有15架选择权。香料航空计划使用庞巴迪Dash 8 Q400运营其短途航线。
2014年3月，香料航空同波音签署了一份价值44亿美元的采购合同，包括42架波音737 MAX 8。2015年，香料航空与空中客车和波音开展谈判，表达了采购100余架单通道飞机的意向。

## 服务

### 旅客服务
作为低成本航空公司，香料航空只提供经济舱座位，每架波音737-800飞机设189座。为了保持低票价，香料航空不提供免费餐饮，乘客可以付费购买餐食，同时不提供飞行常客奖励计划和机上娱乐。乘客可以支付费用选择香料航空的Spice Add-ons服务，包括预选座位、优先行李处理、优先登机等服务。

### 标志和涂装
香料航空的标志由红色背景上排成三行的15个圆点组成。2015年6月，香料航空发布了新的标语“Red. Hot. Spicy.”，意为红，热，辣。大部分香料航空的飞机均以印度香料命名。

## 事故
2022年5月1日，一架載有200人的波音737在下降時因自動駕駛故障而改用手動駕駛，過程顛簸，導致17人重傷。